# Biosfeerreservaat Sajano-Sjoesjenski
Biosfeerreservaat Sajano-Sjoesjenski (Russisch: Государственный природный биосферный заповедник «Саяно-Шушенский») is een strikt natuurreservaat gelegen in de Kraj Krasnojarsk in het zuiden van Siberië. Biosfeerreservaat Sajano-Sjoesjenski ligt daarnaast ook in de bergketen Westelijke Sajan. Sajano-Sjoesjenski werd opgericht als zapovednik per decreet (№ 179/1976) van de Raad van Ministers van de Russische SFSR op 17 maart 1976. De keuze voor dit gebied werd genomen, omdat het een van de meest ongerepte delen van het Sajangebergte is. Op 15 februari 1985 werd het gebied toegevoegd aan het internationale netwerk van biosfeerreservaten onder UNESCO's Mens- en Biosfeerprogramma (MAB). De huidige oppervlakte van Biosfeerreservaat Sajano-Sjoesjenski bedraagt 3.903,68 km².

## Kenmerken
Biosfeerreservaat Sajano-Sjoesjenski is een bergachtig gebied dat deel uitmaakt van de Westelijke Sajan. Ook stroomt de welbekende rivier Jenisej door het reservaat. Qua reliëf varieert het gebied tussen een hoogte van 400 en 2.735 meter. Biotopen in het gebied zijn vooral bergtaiga, gemengde bossen, subalpiene weiden, alpenweiden, bergtoendra, bergsteppe, rivieren en rivierdalen. De noordelijke en zuidelijke hellingen verschillen zeer sterk qua klimaat en bodemtypen. De zuidelijke hellingen ontvangen minder neerslag en hebben een sterker continentaal klimaat.

## Dierenwereld
In Biosfeerreservaat Sajano-Sjoesjenski zijn 53 zoogdieren vastgesteld, waaronder soorten als altaifluithaas (Ochotona alpina), Siberische wezel (Mustela sibirica), Siberisch ree (Capreolus pygargus), Siberische wapiti (Cervus canadensis sibiricus), Siberisch muskushert (Moschus moschiferus), Siberische steenbok (Capra sibirica) en de zeldzame sabelmarter (Martes zibellina). In de bergtoendra leeft bovendien een kudde van ongeveer 200 wilde rendieren (Rangifer tarandus valentinae). Dankzij het plaatsen van cameravallen werden ook steenmarters (Martes foina), manoel (Otocolobus manul) en maar liefst veertien individuen van het zeer zeldzame sneeuwluipaard (Panthera uncia) vastgesteld. De twee laatstgenoemde soorten zijn binnen Rusland beperkt tot de ecologische regio Altaj-Sajan.
Er zijn in het reservaat 336 vogels vastgesteld. Hiertussen bevinden zich soorten als altaiberghoen (Tetraogallus altaicus), korhoen (Lyrurus tetrix), hazelhoen (Tetrastes bonasia), baardpatrijs (Perdix dauurica), steenarend (Aquila chrysaetos) en visarend (Pandion haliaetus). De bedreigde keizerarend (Aquila heliaca) broedt hier onregelmatig.
Er zijn 21 vissoorten vastgesteld in Sajano-Sjoesjenski, waaronder de taimen (Hucho taimen) en lenok (Brachymystax lenok).

## Afbeeldingen

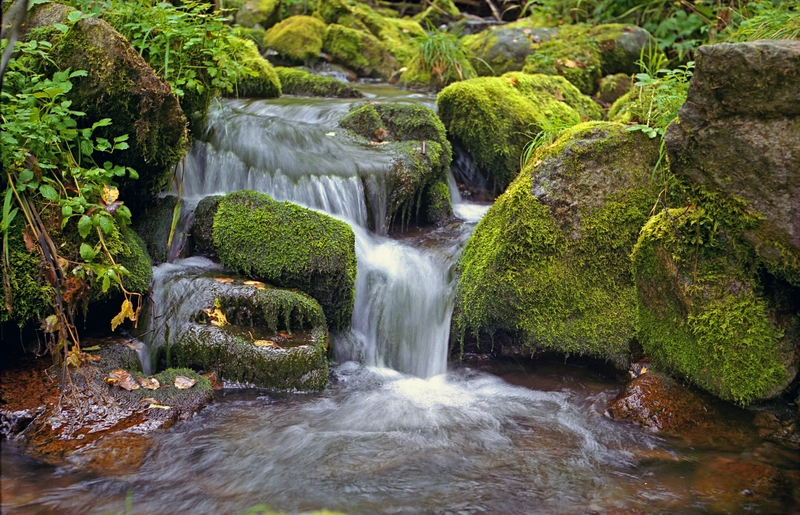
Bergbeekje in Biosfeerreservaat Sajano-Sjoesjenski.
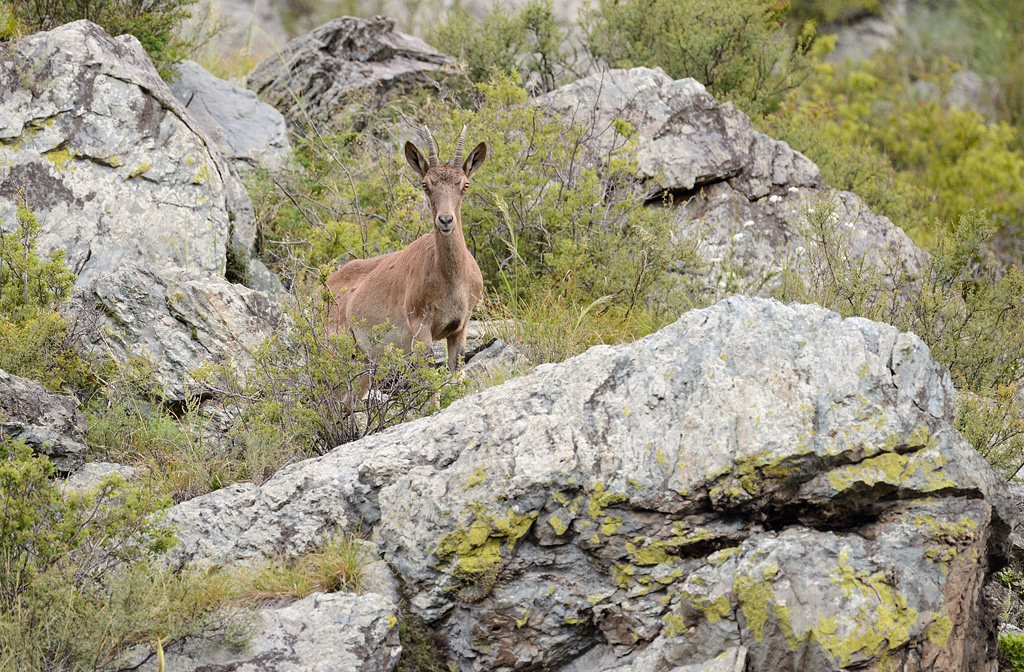
Vrouwelijke Siberische steenbok (Capra sibirica) in Sajano-Sjoesjenski.